# カンディ
カンディ(フランス語：Kandi)はベナン北部のアリボリ県の県都。
2013年の人口は約17.8万人。
元々は市場町だったが、現在では農業が主な産業となっている。
国を南北に貫く幹線道路沿いにあり、コトヌーからは650km、ポルトノボからは523kmそれぞれ離れている。

## 歴史
ソンガイ帝国を構成したデンディ王国により建設された。
近くの村々にはオヨ帝国建設の諸戦争から逃れてきたモコレ・ヨルバ人やバリバ人が暮らしている。

## 地理
- 北：マランヴィル
- 東：セグバーナ
- 南：ゴグヌー
- 西：バニコアラ

## 行政区画
- カンディ第1
- カンディ第2
- カンディ第3
- アンガラデブー
- ベンセクー
- ドンワリ
- カッサクー
- サア
- サム
- ソンソロ

## 経済
農業に従事する人が最も多く、貿易、輸送、技芸などがそれに続く。
トウモロコシ、綿花、カポック、アワキビ、ピーナッツなどが生産される。
郊外では高品質の鉄鉱石が産出される。

## 交通
RNIE2号線が通る他、中心街の北にはカンディ空港がある。